# Stadtturm (Buchen)

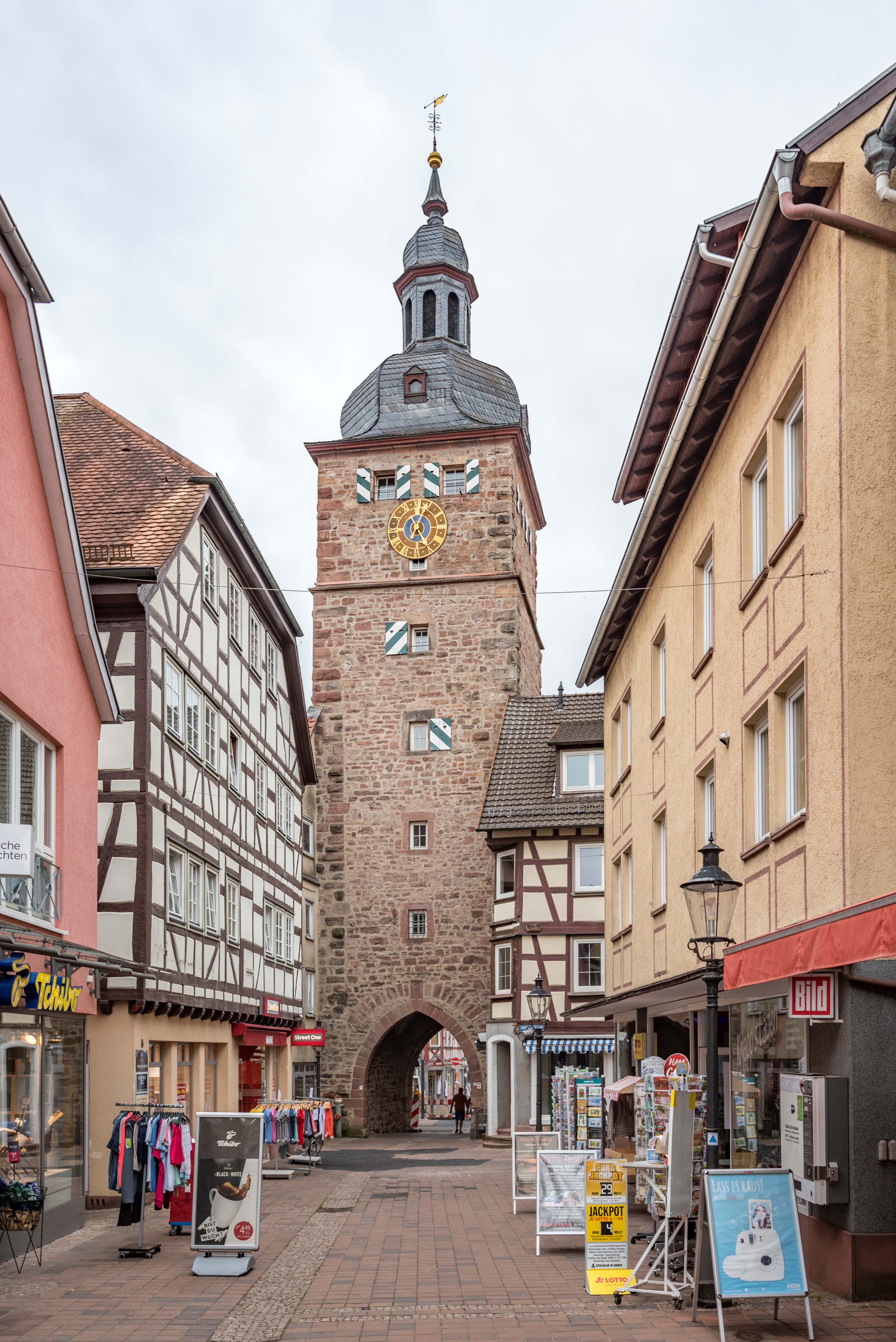
Stadtturm in Buchen, Ansicht von der Marktstraße

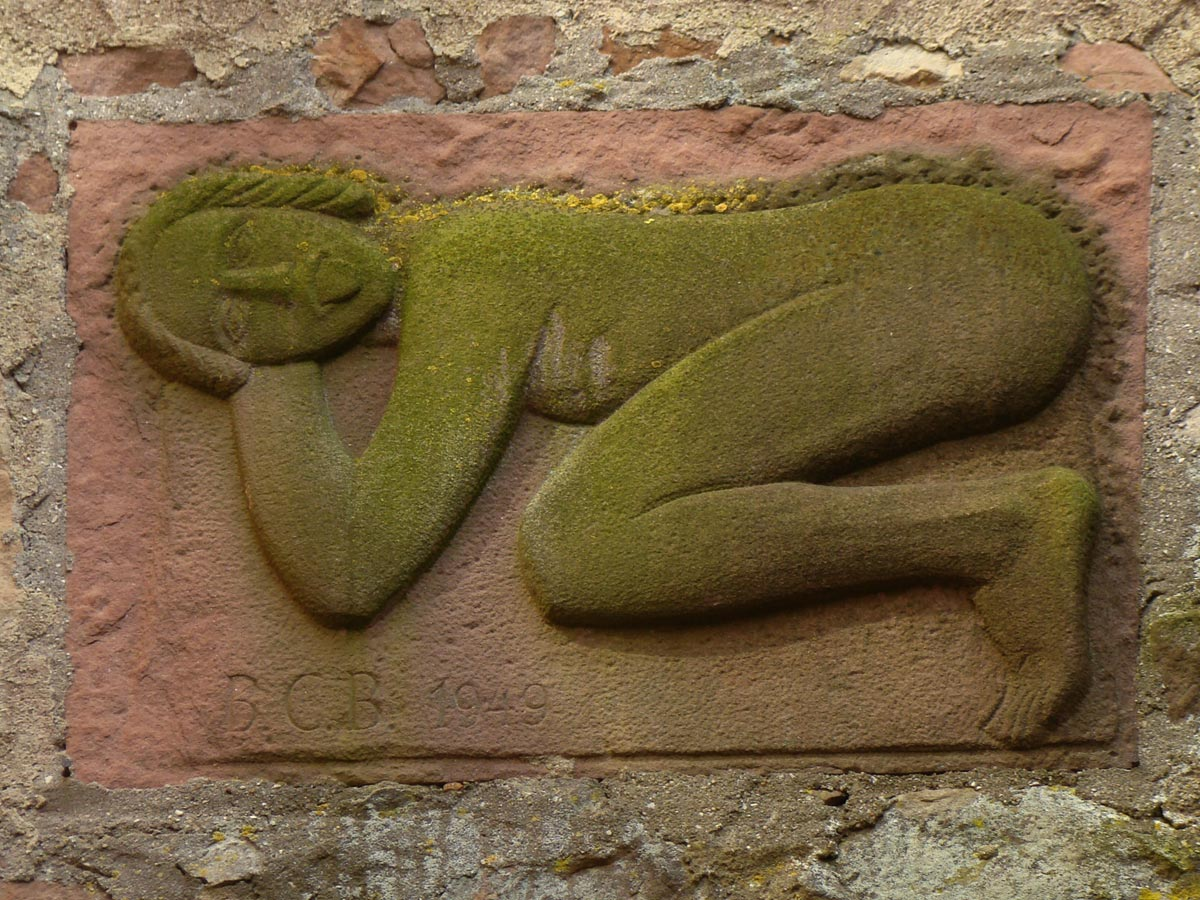
Blecker am Stadtturm

Der Stadtturm in Buchen (Odenwald), einer Stadt im Neckar-Odenwald-Kreis in Baden-Württemberg, wurde im Mittelalter errichtet. Das Stadttor am Ende der Marktstraße ist ein geschütztes Kulturdenkmal.

## Geschichte und Beschreibung
Die Stadt Buchen hatte ursprünglich innerhalb der mittelalterlichen Stadtbefestigung vier Tortürme: das Würzburger Tor im Osten, das Seetor im Süden, das Mainzer Tor im Westen und das Hainstadter Tor in der Vorstadt. Das Mainzer Tor ist als Einziges erhalten und wird heute als Stadtturm bezeichnet.
Die zwei unteren Geschosse des Turms stammen vermutlich aus frühgotischer Zeit um 1309, die beiden oberen aus der spätgotischen um 1490. Eine Jagdgrenzkarte aus dem Jahr 1593 zeigt den Turm mit viereckigem Spitzdach, das Ecktürmchen sowie eine Wetterfahne über einem Turmknauf trägt. Nach dem großen Brand im Jahr 1717 wurde der zur Innenseite weisende, offene Teil geschlossen und die heutige, achteckige barocke Haube aufgesetzt.
Eigentlich wollte 1853 das Bezirksamt den „finsteren Gesellen des Mittelalters“ abreißen lassen, aber Bürgerschaft und Gemeinderat stimmten dagegen. Als es keinen Türmer mehr gab, fanden „Einsiedler“ Unterkunft im Turmstübchen, u. a. der Maler Ludwig Schwerin.

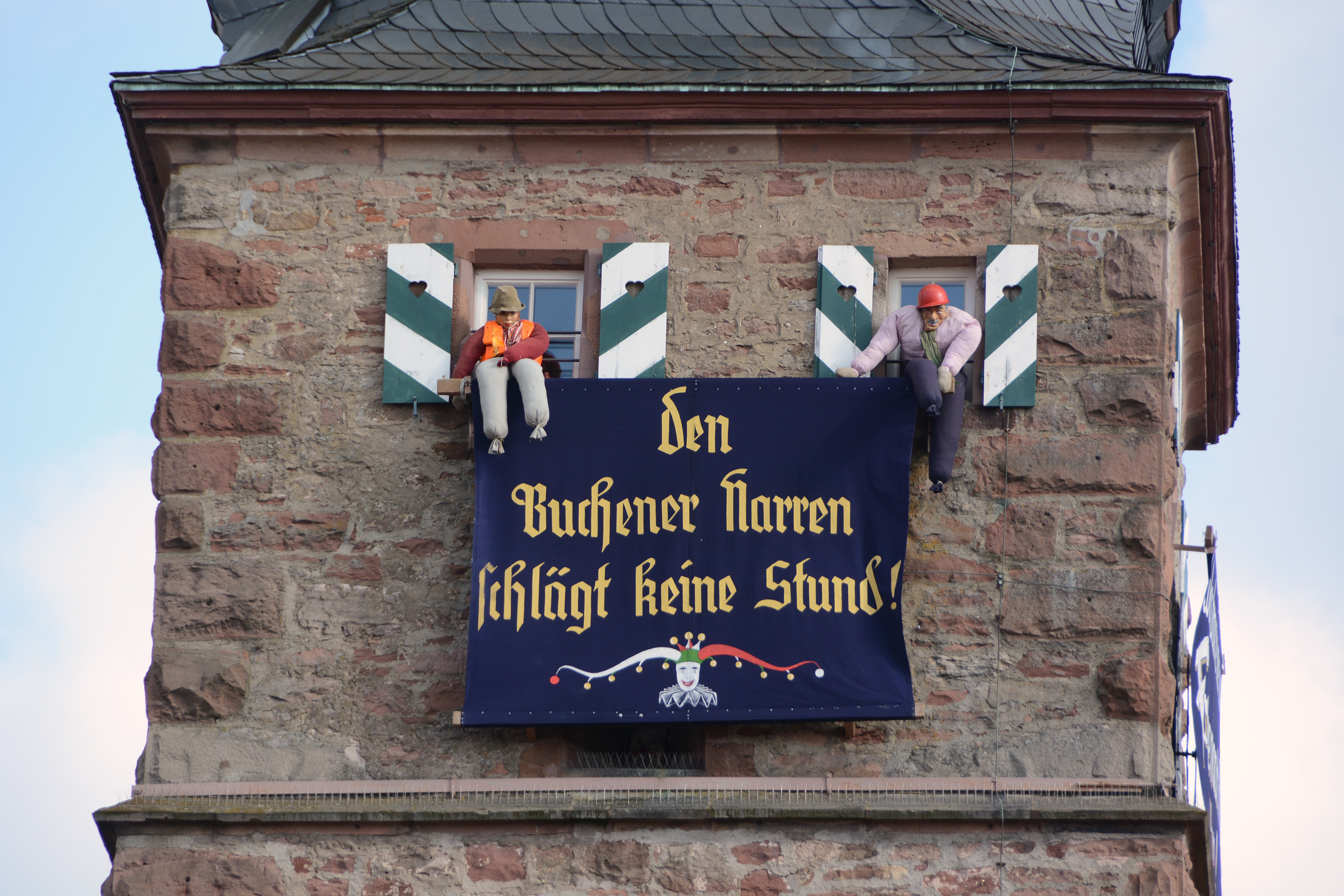
Buchener Stadtturm an Fastnacht

Über dem Schlussstein des äußeren Torbogens befindet sich ein Relief des bekannten Buchener Fastnachtssymbols, „Blecker“. In der Fastnachtszeit werden die drei Zifferblätter der Stadtturm-Uhr traditionell mit Plakaten verhängt, die Aufschriften wie „Den Buchener Narren schlägt keine Stund!“ tragen.
Im obersten Teil des Turms, der „Laterne“, wurde 2015 ein Glockenspiel aus 24 Glocken installiert, davon 22 neue aus der Gießerei „Royal Eijsbouts“, Asten (Niederlande). Dieses hat durch Computersteuerung ein Repertoire von 100 Melodien, von denen täglich drei zu unterschiedlichen Zeiten erklingen. Ende 2015 wurde zusätzlich in der Eiermann-Stube des Turms ein Spieltisch eingebaut, der das Glockenspiel zum Carillon erweitert.